# Il lumacone
Pour plus de détails, voir Fiche technique et Distribution.
Il lumacone (littéralement : « Le gros escargot » ou « La grosse limace ») est une comédie dramatique italienne réalisée en 1974 par Paolo Cavara,.

## Synopsis
Gianni Rodinò, un cuisinier sicilien, abandonné par sa femme, vit dans des conditions de misère morale et matérielle. Il se promène dans les rues de Rome, saoul, parlant seul à voix haute, le regard perdu dans le vide. Il fait la connaissance de Ginetto, un petit délinquant. Ensemble, ils vivent misérablement dans un sous-sol. Gianni Rodinò, déterminé à mettre le jeune homme sur la bonne voie, achète un wagon de chemin de fer en désuétude pour en faire un restaurant à la mode et parvient ainsi à réaliser son rêve et à réhabiliter le jeune garçon.

## Fiche technique
- Titre original : Il lumacone
- Réalisation : Paolo Cavara
- Scénario : Ruggero Maccari
- Production : Italian International Film
- Distribution :  Italie Italian International Film
- Photographie : Arturo Zavattini
- Montage : Antonio Siciliano
- Décors : Gianni Polidori
- Date de sortie : 1974
- Langue : italien
- Genre	: comédie dramatique
- Durée : 94 min
- Pays :  Italie

## Distribution
- Turi Ferro : Gianni Rodinò
- Agostina Belli : Elisa
- Ninetto Davoli : Ginetto
- Francesco Mulè : Pietro
- Gabriella Giorgelli : Paola
- Isa Danieli : Carmela
- Fioretta Mari : Teresa
- Liu Bosisio : le locataire
- Franca Alma Moretti : Giorgina
- Tuccio Musumeci : l'huissier
- Gianfranco Barra : le portier
- Giorgio Bixio : Don Mauro